# Protandrena euphorbiae
Protandrena euphorbiae là một loài Hymenoptera trong họ Andrenidae. Loài này được Timberlake mô tả khoa học năm 1955.